# MLB Seizoen 2019
Het MLB Seizoen 2019, is het 118e seizoen van de Major League Baseball. Het voorseizoen, ook wel Spring Training begon op 21 februari en eindigde op 26 maart 2019. Het begin van de reguliere competitie overlapte deels met Spring Training, en begon op 20 en 21 maart met twee wedstrijden tussen de Oakland Athletics en de Seattle Mariners in Tokio. Het naseizoen of te wel Postseason begon op 1 oktober. De World Series begonnen op 22 oktober en eindigden op 30 oktober 2019 en werden gewonnen door de Washington Nationals.
Progressive Field, de thuishaven van de Cleveland Indians vormde het decor voor de 90ste Major League Baseball All-Star Game die op 9 juli 2019 werd gehouden. Het team van de American League won met 4 - 3 van het National League team. Het was de zevende overwinning op rij voor de AL.

## Teams

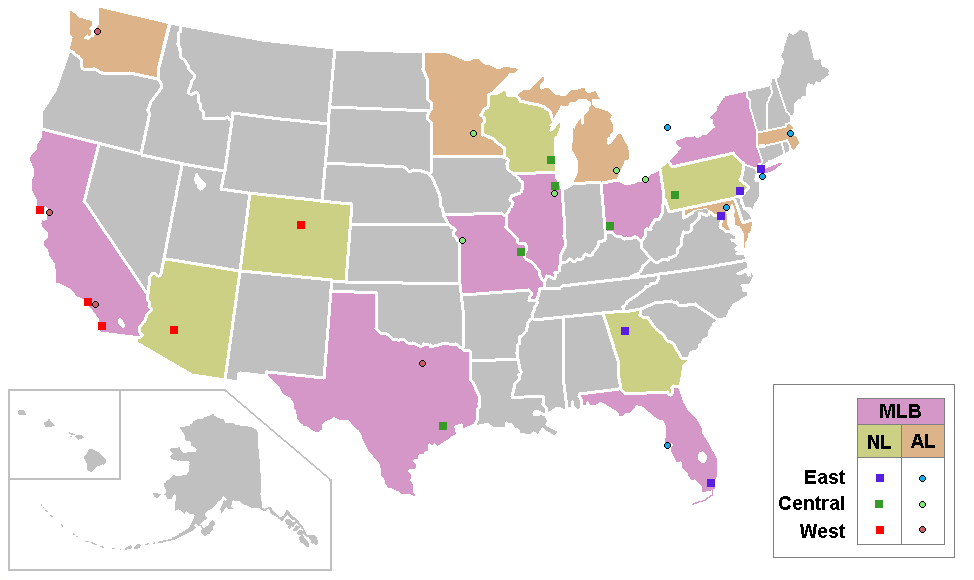
Thuisbasis huidige MLB-teams

De MLB competitie telt 30 teams. Er zijn twee leagues, namelijk de American League en de National League. Iedere league bestaat uit 15 teams. Deze zijn op zich weer verdeeld in 3 divisies van vijf teams (East, Central en West).

### American League 2019
| Divisie | Team               | Stad                     | Stadion                      |
| ------- | ------------------ | ------------------------ | ---------------------------- |
| East    | Baltimore Orioles  | Baltimore, Maryland      | Oriole Park at Camden Yards  |
| East    | Boston Red Sox     | Boston, Massachusetts    | Fenway Park                  |
| East    | New York Yankees   | Bronx, New York          | Yankee Stadium               |
| East    | Tampa Bay Rays     | St. Petersburg, Florida  | Tropicana Field              |
| East    | Toronto Blue Jays  | Toronto, Ontario, Canada | Rogers Centre                |
| Central | Chicago White Sox  | Chicago, Illinois        | Guaranteed Rate Field        |
| Central | Cleveland Indians  | Cleveland, Ohio          | Progressive Field            |
| Central | Detroit Tigers     | Detroit, Michigan        | Comerica Park                |
| Central | Kansas City Royals | Kansas City, Missouri    | Kauffman Stadium             |
| Central | Minnesota Twins    | Minneapolis, Minnesota   | Target Field                 |
| West    | Houston Astros     | Houston, Texas           | Minute Maid Park             |
| West    | Los Angeles Angels | Anaheim, Californië      | Angel Stadium of Anaheim     |
| West    | Oakland Athletics  | Oakland, Californië      | RingCentral Coliseum         |
| West    | Seattle Mariners   | Seattle, Washington      | T-Mobile Park                |
| West    | Texas Rangers      | Arlington, Texas         | Globe Life Park in Arlington |

### National League 2019
| Divisie | Team                  | Stad                       | Stadion                  |
| ------- | --------------------- | -------------------------- | ------------------------ |
| East    | Atlanta Braves        | Atlanta, Georgia           | SunTrust Park            |
| East    | Miami Marlins         | Miami, Florida             | Marlins Park             |
| East    | New York Mets         | Queens, New York           | Citi Field               |
| East    | Philadelphia Phillies | Philadelphia, Pennsylvania | Citizens Bank Park       |
| East    | Washington Nationals  | Washington, D.C.           | Nationals Park           |
| Central | Chicago Cubs          | Chicago, Illinois          | Wrigley Field            |
| Central | Cincinnati Reds       | Cincinnati, Ohio           | Great American Ball Park |
| Central | Milwaukee Brewers     | Milwaukee, Wisconsin       | Miller Park              |
| Central | Pittsburgh Pirates    | Pittsburgh, Pennsylvania   | PNC Park                 |
| Central | St. Louis Cardinals   | St. Louis, Missouri        | Busch Stadium            |
| West    | Arizona Diamondbacks  | Phoenix, Arizona           | Chase Field              |
| West    | Colorado Rockies      | Denver, Colorado           | Coors Field              |
| West    | Los Angeles Dodgers   | Los Angeles, Californië    | Dodger Stadium           |
| West    | San Diego Padres      | San Diego, Californië      | Petco Park               |
| West    | San Francisco Giants  | San Francisco, Californië  | Oracle Park              |

## Reguliere Competitie & Eindstanden

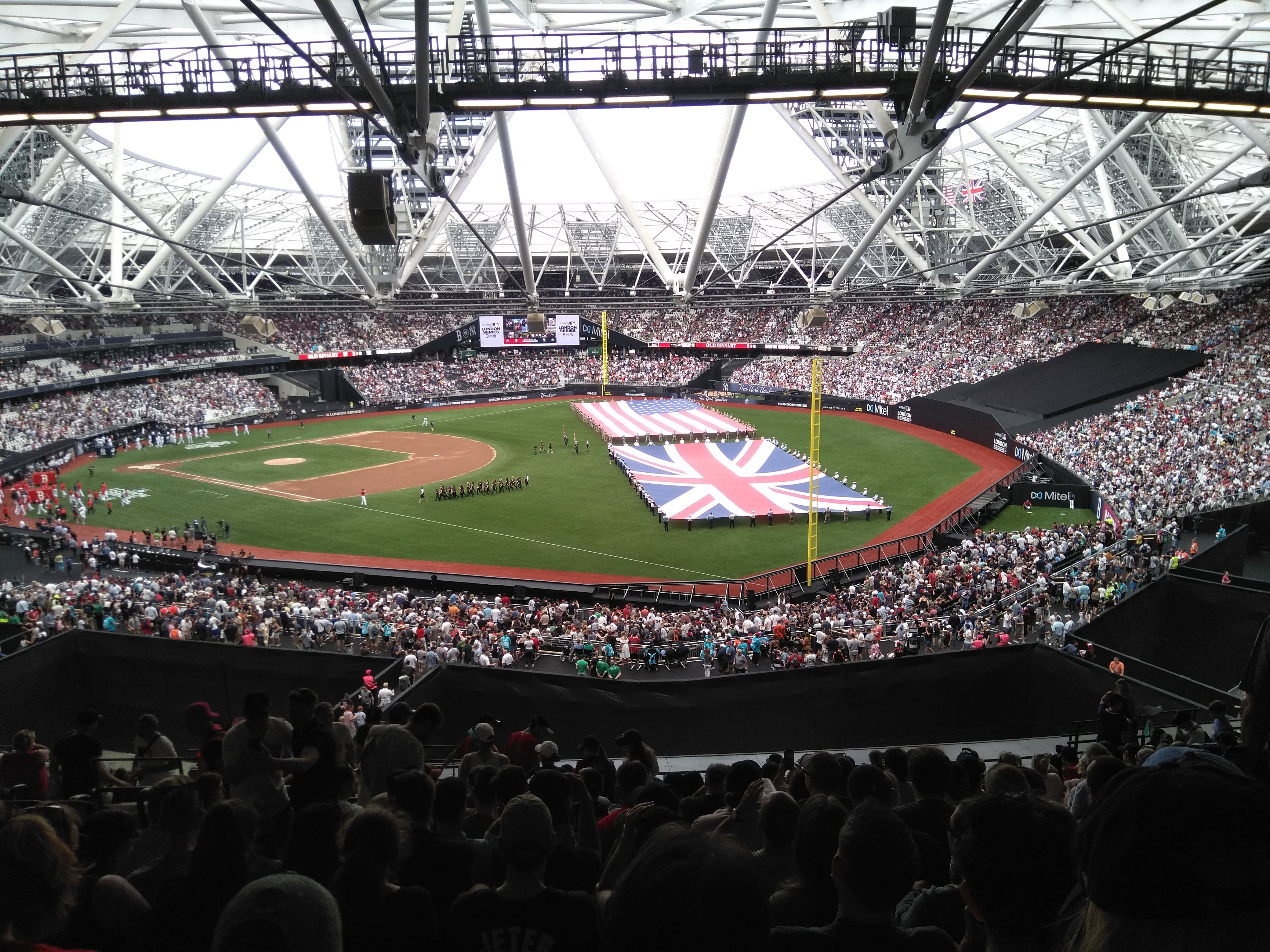
London Series 2019

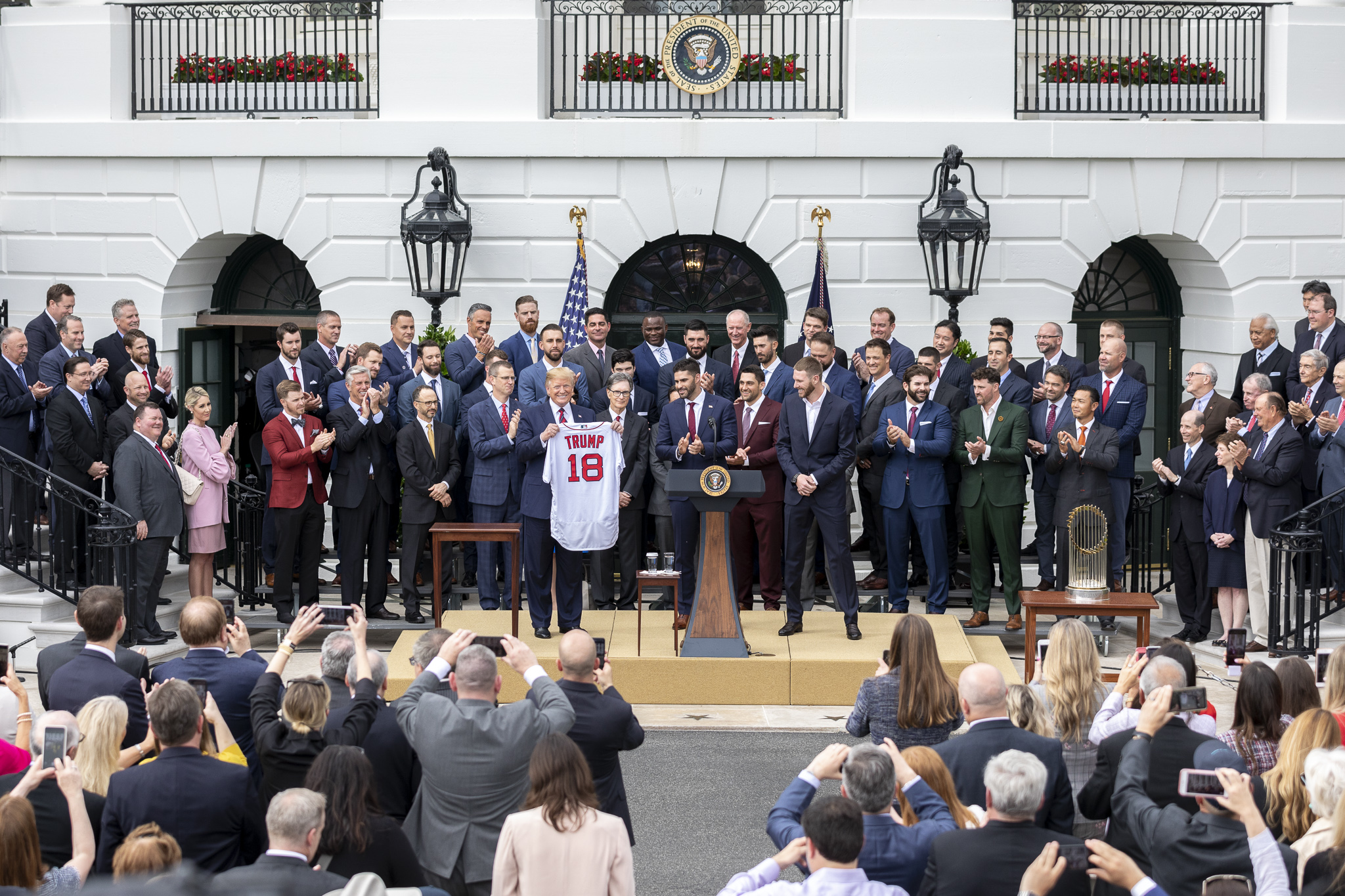
Boston Red Sox de titelverdediger van 2018, werd op 9 mei ontvangen voor het Witte Huis door President Trump

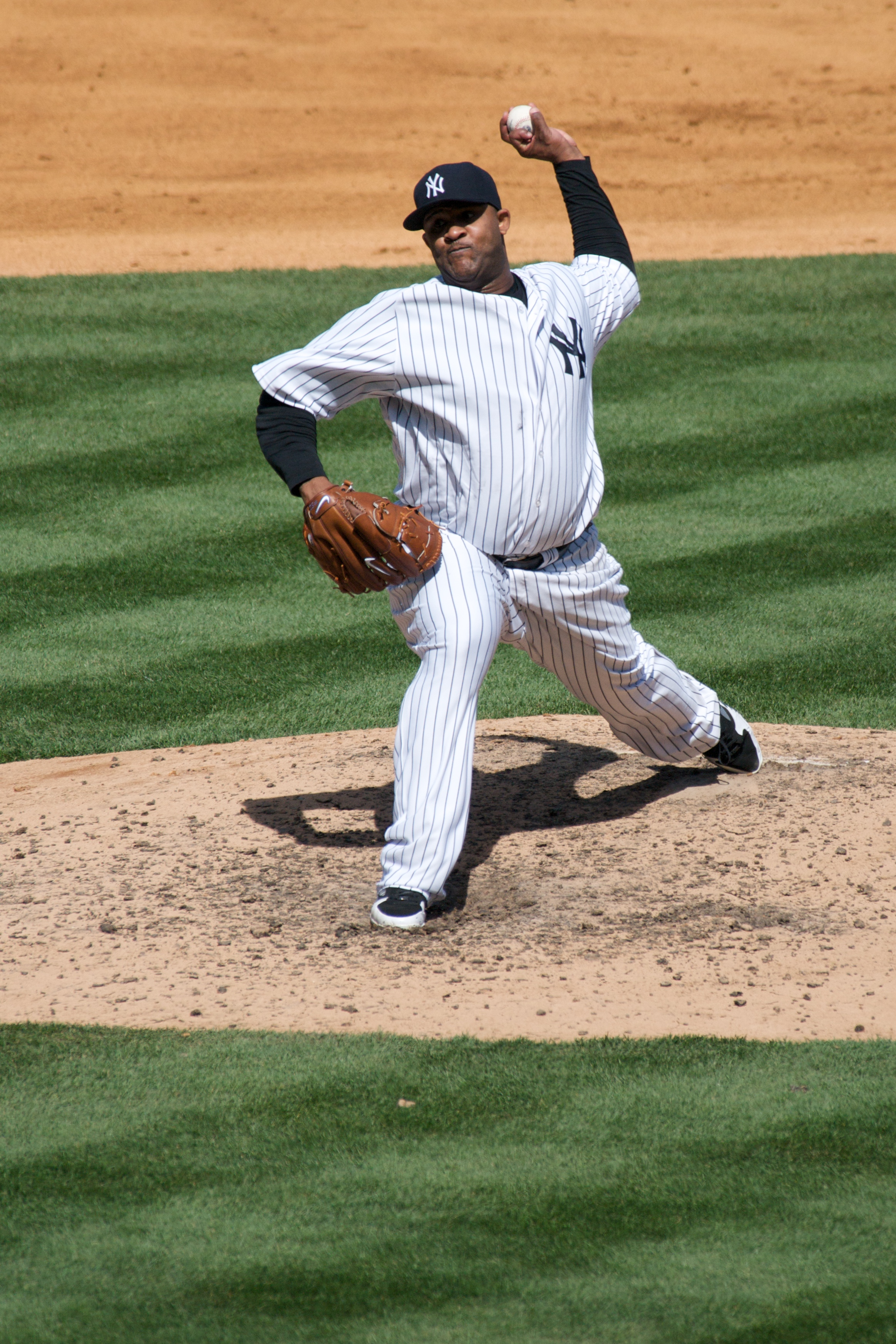
Het was het laatste seizoen voor Yankees pitcher CC Sabathia

De Tokyo Dome in Tokio (Japan) vormde op 21 en 22 maart het decor voor de eerste twee wedstrijden van het seizoen tussen de Oakland Athletics en de Seattle Mariners.
Op 29 en 30 juni werden voor het eerst twee reguliere competitie wedstrijden, ook wel de London Series genoemd, in het London Stadium in Londen (Engeland) gespeeld tussen de New York Yankees en de Boston Red Sox.

### American League
Na 162 wedstrijden | Betekenis afkortingen: Gewonnen | Verloren | Gemiddelde | Achterstand

★ Speelt American League Wild Card Game

Eindstand per 29 september 2019
American League East
| Team                   | G   | V   | Gem.  | A  | Thuis G - V | Uit G - V |
| ---------------------- | --- | --- | ----- | -- | ----------- | --------- |
| New York Yankees (AL2) | 103 | 59  | 0.636 | -  | 57 - 24     | 46 - 35   |
| Tampa Bay Rays ★ (AL5) | 96  | 66  | 0.593 | 7  | 48 - 33     | 48 - 33   |
| Boston Red Sox         | 84  | 78  | 0.519 | 19 | 38 - 43     | 46 - 35   |
| Toronto Blue Jays      | 67  | 95  | 0.414 | 36 | 35 - 46     | 32 - 49   |
| Baltimore Orioles      | 54  | 108 | 0.333 | 49 | 25 - 56     | 29 - 52   |

American League Central
| Team                  | G   | V   | Gem.  | A   | Thuis G - V | Uit G - V |
| --------------------- | --- | --- | ----- | --- | ----------- | --------- |
| Minnesota Twins (AL3) | 101 | 61  | 0.623 | -   | 46 - 35     | 55 - 26   |
| Cleveland Indians     | 93  | 69  | 0.574 | 8   | 49 - 32     | 44 - 37   |
| Chicago White Sox     | 72  | 89  | 0.447 | 28½ | 39 - 41     | 33 - 48   |
| Kansas City Royals    | 59  | 103 | 0.364 | 42  | 31 - 50     | 28 - 53   |
| Detroit Tigers        | 47  | 114 | 0.292 | 53½ | 22 - 59     | 25 - 55   |

American League West
| Team                      | G   | V  | Gem.  | A  | Thuis G - V | Uit G - V |
| ------------------------- | --- | -- | ----- | -- | ----------- | --------- |
| Houston Astros (AL1)      | 107 | 55 | 0.660 | -  | 60 - 21     | 47 - 34   |
| Oakland Athletics ★ (AL4) | 97  | 65 | 0.599 | 10 | 52 - 29     | 45 - 36   |
| Texas Rangers             | 78  | 84 | 0.481 | 29 | 45 - 36     | 33 - 48   |
| Los Angeles Angels        | 72  | 90 | 0.444 | 35 | 38 - 43     | 34 - 47   |
| Seattle Mariners          | 68  | 94 | 0.420 | 39 | 35 - 46     | 33 - 48   |

### National League
Na 162 wedstrijden | Betekenis afkortingen: Gewonnen | Verloren | Gemiddelde | Achterstand

✦ Speelt National League Wild Card Game

Eindstand per 29 september 2019
National League East
| Team                         | G  | V   | Gem.  | A  | Thuis G - V | Uit G - V |
| ---------------------------- | -- | --- | ----- | -- | ----------- | --------- |
| Atlanta Braves (NL2)         | 97 | 65  | 0.599 | -  | 50 - 31     | 47 - 34   |
| Washington Nationals ✦ (NL4) | 93 | 69  | 0.574 | 4  | 50 - 31     | 43 - 38   |
| New York Mets                | 86 | 76  | 0.531 | 11 | 48 - 33     | 38 - 43   |
| Philadelphia Phillies        | 81 | 81  | 0.500 | 16 | 45 - 36     | 36 - 45   |
| Miami Marlins                | 57 | 105 | 0.352 | 40 | 30 - 51     | 27 - 54   |

National League Central
| Team                      | G  | V  | Gem.  | A  | Thuis G - V | Uit G - V |
| ------------------------- | -- | -- | ----- | -- | ----------- | --------- |
| St. Louis Cardinals (NL3) | 91 | 71 | 0.562 | -  | 50 - 31     | 41 - 40   |
| Milwaukee Brewers ✦ (NL5) | 89 | 73 | 0.549 | 2  | 49 - 32     | 40 - 41   |
| Chicago Cubs              | 84 | 78 | 0.519 | 7  | 51 - 30     | 33 - 48   |
| Cincinnati Reds           | 75 | 87 | 0.463 | 16 | 41 - 40     | 34 - 47   |
| Pittsburgh Pirates        | 69 | 93 | 0.426 | 22 | 35 - 46     | 34 - 47   |

National League West
| Team                      | G   | V  | Gem.  | A  | Thuis G - V | Uit G - V |
| ------------------------- | --- | -- | ----- | -- | ----------- | --------- |
| Los Angeles Dodgers (NL1) | 106 | 56 | 0.654 | -  | 59 - 22     | 47 - 34   |
| Arizona Diamondbacks      | 85  | 77 | 0.525 | 21 | 44 - 37     | 41 - 40   |
| San Francisco Giants      | 77  | 85 | 0.475 | 29 | 35 - 46     | 42 - 39   |
| Colorado Rockies          | 71  | 91 | 0.438 | 35 | 43 - 38     | 28 - 53   |
| San Diego Padres          | 70  | 92 | 0.432 | 36 | 36 - 45     | 34 - 47   |

## Postseason Schema
|  | Wild Card Games In 1 wedstrijd (ALWC, NLWC) | Wild Card Games In 1 wedstrijd (ALWC, NLWC) | Wild Card Games In 1 wedstrijd (ALWC, NLWC) |   |                      | Division Series Best of 5 (ALDS, NLDS) | Division Series Best of 5 (ALDS, NLDS) | Division Series Best of 5 (ALDS, NLDS) |  |     | League Championship Series Best of 7 (ALCS, NLCS) | League Championship Series Best of 7 (ALCS, NLCS) | League Championship Series Best of 7 (ALCS, NLCS) |  |     | World Series Best of 7 | World Series Best of 7 | World Series Best of 7 |
|  |                                             |                                             |                                             |   |                      |                                        |                                        |                                        |  |     |                                                   |                                                   |                                                   |  |     |                        |                        |                        |
|  | AL1                                         | Houston Astros                              | -                                           |   |                      |                                        |                                        |                                        |  |     |                                                   |                                                   |                                                   |  |     |                        |                        |                        |
|  | -                                           | Geplaatst, winnaar AL West                  | -                                           |   |                      |                                        |                                        |                                        |  |     |                                                   |                                                   |                                                   |  |     |                        |                        |                        |
|  | -                                           | Geplaatst, winnaar AL West                  | -                                           |   | AL1                  | Houston Astros                         | 3                                      |                                        |  |     |                                                   |                                                   |                                                   |  |     |                        |                        |                        |
|  |                                             |                                             |                                             |   | AL1                  | Houston Astros                         | 3                                      |                                        |  |     |                                                   |                                                   |                                                   |  |     |                        |                        |                        |
|  |                                             | AL5                                         | Tampa Bay Rays                              | 2 |                      |                                        |                                        |                                        |  |     |                                                   |                                                   |                                                   |  |     |                        |                        |                        |
|  | AL4                                         | AL5                                         | Tampa Bay Rays                              | 2 | Oakland Athletics    | 0                                      |                                        |                                        |  |     |                                                   |                                                   |                                                   |  |     |                        |                        |                        |
|  | AL4                                         |                                             |                                             |   | Oakland Athletics    | 0                                      |                                        |                                        |  |     |                                                   |                                                   |                                                   |  |     |                        |                        |                        |
|  | AL5                                         | Tampa Bay Rays                              | 1                                           |   |                      |                                        |                                        |                                        |  |     |                                                   |                                                   |                                                   |  |     |                        |                        |                        |
|  | AL5                                         | Tampa Bay Rays                              | 1                                           |   |                      |                                        |                                        |                                        |  | AL1 | Houston Astros                                    | 4                                                 |                                                   |  |     |                        |                        |                        |
|  |                                             |                                             |                                             |   |                      |                                        |                                        |                                        |  | AL1 | Houston Astros                                    | 4                                                 |                                                   |  |     |                        |                        |                        |
|  |                                             | AL2                                         | New York Yankees                            | 2 |                      |                                        |                                        |                                        |  |     |                                                   |                                                   |                                                   |  |     |                        |                        |                        |
|  | AL2                                         | AL2                                         | New York Yankees                            | 2 | New York Yankees     | -                                      |                                        |                                        |  |     |                                                   |                                                   |                                                   |  |     |                        |                        |                        |
|  | AL2                                         |                                             |                                             |   | New York Yankees     | -                                      |                                        |                                        |  |     |                                                   |                                                   |                                                   |  |     |                        |                        |                        |
|  | -                                           | Geplaatst, winnaar AL East                  | -                                           |   |                      |                                        |                                        |                                        |  |     |                                                   |                                                   |                                                   |  |     |                        |                        |                        |
|  | -                                           | Geplaatst, winnaar AL East                  | -                                           |   | AL2                  | New York Yankees                       | 3                                      |                                        |  |     |                                                   |                                                   |                                                   |  |     |                        |                        |                        |
|  |                                             |                                             |                                             |   | AL2                  | New York Yankees                       | 3                                      |                                        |  |     |                                                   |                                                   |                                                   |  |     |                        |                        |                        |
|  |                                             | AL3                                         | Minnesota Twins                             | 0 |                      |                                        |                                        |                                        |  |     |                                                   |                                                   |                                                   |  |     |                        |                        |                        |
|  | AL3                                         | AL3                                         | Minnesota Twins                             | 0 | Minnesota Twins      | -                                      |                                        |                                        |  |     |                                                   |                                                   |                                                   |  |     |                        |                        |                        |
|  | AL3                                         |                                             |                                             |   | Minnesota Twins      | -                                      |                                        |                                        |  |     |                                                   |                                                   |                                                   |  |     |                        |                        |                        |
|  | -                                           | Geplaatst, winnaar AL Central               | -                                           |   |                      |                                        |                                        |                                        |  |     |                                                   |                                                   |                                                   |  |     |                        |                        |                        |
|  | -                                           | Geplaatst, winnaar AL Central               | -                                           |   |                      |                                        |                                        |                                        |  |     |                                                   |                                                   |                                                   |  | AL1 | Houston Astros         | 3                      |                        |
|  |                                             |                                             |                                             |   |                      |                                        |                                        |                                        |  |     |                                                   |                                                   |                                                   |  | AL1 | Houston Astros         | 3                      |                        |
|  |                                             | NL4                                         | Washington Nationals                        | 4 |                      |                                        |                                        |                                        |  |     |                                                   |                                                   |                                                   |  |     |                        |                        |                        |
|  | NL1                                         | NL4                                         | Washington Nationals                        | 4 | Los Angeles Dodgers  | -                                      |                                        |                                        |  |     |                                                   |                                                   |                                                   |  |     |                        |                        |                        |
|  | NL1                                         |                                             |                                             |   | Los Angeles Dodgers  | -                                      |                                        |                                        |  |     |                                                   |                                                   |                                                   |  |     |                        |                        |                        |
|  | -                                           | Geplaatst, winnaar NL West                  | -                                           |   |                      |                                        |                                        |                                        |  |     |                                                   |                                                   |                                                   |  |     |                        |                        |                        |
|  | -                                           | Geplaatst, winnaar NL West                  | -                                           |   | NL1                  | Los Angeles Dodgers                    | 2                                      |                                        |  |     |                                                   |                                                   |                                                   |  |     |                        |                        |                        |
|  |                                             |                                             |                                             |   | NL1                  | Los Angeles Dodgers                    | 2                                      |                                        |  |     |                                                   |                                                   |                                                   |  |     |                        |                        |                        |
|  |                                             | NL4                                         | Washington Nationals                        | 3 |                      |                                        |                                        |                                        |  |     |                                                   |                                                   |                                                   |  |     |                        |                        |                        |
|  | NL4                                         | NL4                                         | Washington Nationals                        | 3 | Washington Nationals | 1                                      |                                        |                                        |  |     |                                                   |                                                   |                                                   |  |     |                        |                        |                        |
|  | NL4                                         |                                             |                                             |   | Washington Nationals | 1                                      |                                        |                                        |  |     |                                                   |                                                   |                                                   |  |     |                        |                        |                        |
|  | NL5                                         | Milwaukee Brewers                           | 0                                           |   |                      |                                        |                                        |                                        |  |     |                                                   |                                                   |                                                   |  |     |                        |                        |                        |
|  | NL5                                         | Milwaukee Brewers                           | 0                                           |   |                      |                                        |                                        |                                        |  | NL4 | Washington Nationals                              | 4                                                 |                                                   |  |     |                        |                        |                        |
|  |                                             |                                             |                                             |   |                      |                                        |                                        |                                        |  | NL4 | Washington Nationals                              | 4                                                 |                                                   |  |     |                        |                        |                        |
|  |                                             | NL3                                         | St. Louis Cardinals                         | 0 |                      |                                        |                                        |                                        |  |     |                                                   |                                                   |                                                   |  |     |                        |                        |                        |
|  | NL2                                         | NL3                                         | St. Louis Cardinals                         | 0 | Atlanta Braves       | -                                      |                                        |                                        |  |     |                                                   |                                                   |                                                   |  |     |                        |                        |                        |
|  | NL2                                         |                                             |                                             |   | Atlanta Braves       | -                                      |                                        |                                        |  |     |                                                   |                                                   |                                                   |  |     |                        |                        |                        |
|  | -                                           | Geplaatst, winnaar NL East                  | -                                           |   |                      |                                        |                                        |                                        |  |     |                                                   |                                                   |                                                   |  |     |                        |                        |                        |
|  | -                                           | Geplaatst, winnaar NL East                  | -                                           |   | NL2                  | Atlanta Braves                         | 2                                      |                                        |  |     |                                                   |                                                   |                                                   |  |     |                        |                        |                        |
|  |                                             |                                             |                                             |   | NL2                  | Atlanta Braves                         | 2                                      |                                        |  |     |                                                   |                                                   |                                                   |  |     |                        |                        |                        |
|  |                                             | NL3                                         | St. Louis Cardinals                         | 3 |                      |                                        |                                        |                                        |  |     |                                                   |                                                   |                                                   |  |     |                        |                        |                        |
|  | NL3                                         | NL3                                         | St. Louis Cardinals                         | 3 | St. Louis Cardinals  | -                                      |                                        |                                        |  |     |                                                   |                                                   |                                                   |  |     |                        |                        |                        |
|  | NL3                                         |                                             |                                             |   | St. Louis Cardinals  | -                                      |                                        |                                        |  |     |                                                   |                                                   |                                                   |  |     |                        |                        |                        |
|  | -                                           | Geplaatst, winnaar NL Central               | -                                           |   |                      |                                        |                                        |                                        |  |     |                                                   |                                                   |                                                   |  |     |                        |                        |                        |

## Postseason Boxscores & Uitslagen
Afkortingen en termen:

1 t/m 9, of meer Inning | Run (Punt) | Hit (Slag) | Error (Fout) | WP (Winning pitcher ook wel winnende werper. Deze wordt toegewezen aan een werper van het winnende team) | LP (Losing pitcher ook wel verliezende werper. Deze wordt toegewezen aan een werper van het verliezende team) | Save (Wordt toegekend aan een werper die onder bepaalde voorgeschreven omstandigheden een wedstrijd voor het winnende team beëindigt) | HR (Home Run)

### American League Wild Card Game

#### Oakland Athletics (AL4) vs. Tampa Bay Rays (AL5)
In 1 wedstrijd | Tampa Bay Rays wint ALWC Game
| Wedstrijd | Datum     | Uitslag                                |
| --------- | --------- | -------------------------------------- |
| 1         | 2 oktober | Tampa Bay Rays 5 @ Oakland Athletics 1 |

ALWC Game

2 oktober 2019 | RingCentral Coliseum, Oakland, Californië

Speelduur: 3 uur 18 min. | 21°C, Helder | Toeschouwers: 54.005
| Team                | 1 | 2 | 3 | 4 | 5 | 6 | 7 | 8 | 9 | R | H | E |
| ------------------- | - | - | - | - | - | - | - | - | - | - | - | - |
| Tampa Bay Rays      | 1 | 2 | 1 | 0 | 1 | 0 | 0 | 0 | 0 | 5 | 7 | 1 |
| @ Oakland Athletics | 0 | 0 | 1 | 0 | 0 | 0 | 0 | 0 | 0 | 1 | 8 | 0 |

WP: Charlie Morton (1 - 0) | VP: Sean Manaea (0 - 1) | Save: -

HR Rays: Yandy Diaz 2 (2), Avisail Garcia (1), Tommy Pham (1) | HR A's: -

Boxscore MLB

### National League Wild Card Game

#### Washington Nationals (NL4) vs. Milwaukee Brewers (NL5)
In 1 wedstrijd | Washington Nationals wint NLWC Game
| Wedstrijd | Datum     | Uitslag                                      |
| --------- | --------- | -------------------------------------------- |
| 1         | 1 oktober | Milwaukee Brewers 3 @ Washington Nationals 4 |

NLWC Game

1 oktober 2019 | Nationals Park, Washington D.C.

Speelduur: 2 uur 55 min. | 28°C, Helder | Toeschouwers: 42.993
| Team                   | 1 | 2 | 3 | 4 | 5 | 6 | 7 | 8 | 9 | R | H | E |
| ---------------------- | - | - | - | - | - | - | - | - | - | - | - | - |
| Milwaukee Brewers      | 2 | 1 | 0 | 0 | 0 | 0 | 0 | 0 | 0 | 3 | 7 | 2 |
| @ Washington Nationals | 0 | 0 | 1 | 0 | 0 | 0 | 0 | 3 | X | 4 | 5 | 0 |

WP: Stephen Strasburg (1 - 0) | VP: Josh Hader (0 - 1) | Save: Daniel Hudson (1)

HR Brewers: Yasmani Grandal (1), Eric Thames (1) | HR Nationals: Trea Turner (1)

Boxscore MLB

### American League Division Series

#### Houston Astros (AL1) vs. Tampa Bay Rays (AL5)
Best of 5 | Houston Astros wint ALDS met 3 - 2
| Wedstrijd | Datum      | Uitslag                              |
| --------- | ---------- | ------------------------------------ |
| 1         | 4 oktober  | Tampa Bay Rays 2 @ Houston Astros 6  |
| 2         | 5 oktober  | Tampa Bay Rays 1 @ Houston Astros 3  |
| 3         | 7 oktober  | Houston Astros 3 @ Tampa Bay Rays 10 |
| 4         | 8 oktober  | Houston Astros 1 @ Tampa Bay Rays 4  |
| 5         | 10 oktober | Houston Astros 1 @ Houston Astros 6  |

ALDS Game 1

4 oktober 2019 | Minute Maid Park, Houston, Texas

Speelduur: 3 uur 24 min. | 23°C, Dak gesloten | Toeschouwers: 43.360
| Team             | 1 | 2 | 3 | 4 | 5 | 6 | 7 | 8 | 9 | R | H | E |
| ---------------- | - | - | - | - | - | - | - | - | - | - | - | - |
| Tampa Bay Rays   | 0 | 0 | 0 | 0 | 0 | 0 | 0 | 2 | 0 | 2 | 5 | 1 |
| @ Houston Astros | 0 | 0 | 0 | 0 | 4 | 0 | 2 | 0 | X | 6 | 9 | 0 |

WP: Justin Verlander (1 - 0) | VP: Tyler Glasnow (0 - 1) | Save: -

HR Rays: - | HR Astros: José Altuve (1)

Houston Astros leidt ALDS met 1 - 0

Boxscore MLB

ALDS Game 2

5 oktober 2019 | Minute Maid Park, Houston, Texas

Speelduur: 3 uur 46 min. | 23°C, Dak gesloten | Toeschouwers: 43.378
| Team             | 1 | 2 | 3 | 4 | 5 | 6 | 7 | 8 | 9 | R | H  | E |
| ---------------- | - | - | - | - | - | - | - | - | - | - | -- | - |
| Tampa Bay Rays   | 0 | 0 | 0 | 0 | 0 | 0 | 0 | 0 | 1 | 1 | 6  | 1 |
| @ Houston Astros | 0 | 0 | 0 | 1 | 0 | 0 | 1 | 1 | X | 3 | 10 | 0 |

WP: Gerrit Cole (1 - 0) | VP: Blake Snell (0 - 1) | Save: Will Harris (1)

HR Rays: - | HR Astros: Alex Bregman (1)

Houston Astros leidt ALDS met 2 - 0

Boxscore MLB

ALDS Game 3

7 oktober 2019 | Tropicana Field, St. Petersburg, Florida

Speelduur: 3 uur 37 min. | 22°C, Overdekt stadion | Toeschouwers: 32.251
| Team             | 1 | 2 | 3 | 4 | 5 | 6 | 7 | 8 | 9 | R  | H  | E |
| ---------------- | - | - | - | - | - | - | - | - | - | -- | -- | - |
| Houston Astros   | 1 | 0 | 0 | 0 | 0 | 2 | 0 | 0 | 0 | 3  | 7  | 1 |
| @ Tampa Bay Rays | 0 | 3 | 1 | 4 | 0 | 1 | 1 | 0 | X | 10 | 12 | 1 |

WP: Charlie Morton (1 - 0) | VP: Zack Greinke (0 - 1) | Save: -

HR Astros: José Altuve (2) | HR Rays: Kevin Kiermaier (1), Ji-man Choi (1), Brandon Lowe (1), Willy Adames (1)

Houston Astros leidt ALDS met 2 - 1

Boxscore MLB

ALDS Game 4

8 oktober 2019 | Tropicana Field, Tampa, Florida

Speelduur: 3 uur 49 min. | 22°C, Overdekt stadion | Toeschouwers: 32.178
| Team             | 1 | 2 | 3 | 4 | 5 | 6 | 7 | 8 | 9 | R | H  | E |
| ---------------- | - | - | - | - | - | - | - | - | - | - | -- | - |
| Houston Astros   | 0 | 0 | 0 | 0 | 0 | 0 | 0 | 1 | 0 | 1 | 6  | 0 |
| @ Tampa Bay Rays | 3 | 0 | 0 | 1 | 0 | 0 | 0 | 0 | X | 4 | 13 | 0 |

WP: Ryan Yarbrough (1 - 0) | VP: Justin Verlander (1 - 1) | Save: Blake Snell (1)

HR Astros: Robinson Chirinos (1) | HR Rays: Tommy Pham (1), Willy Adames (2)

Stand ALDS is gelijk 2 - 2

Boxscore MLB

ALDS Game 5

10 oktober 2019 | Minute Maid Park, Houston, Texas

Speelduur: 3 uur 12 min. | 23°C, Dak gesloten | Toeschouwers: 43.418
| Team             | 1 | 2 | 3 | 4 | 5 | 6 | 7 | 8 | 9 | R | H | E |
| ---------------- | - | - | - | - | - | - | - | - | - | - | - | - |
| Tampa Bay Rays   | 0 | 1 | 0 | 0 | 0 | 0 | 0 | 0 | 0 | 1 | 2 | 0 |
| @ Houston Astros | 4 | 0 | 0 | 0 | 0 | 0 | 0 | 2 | X | 6 | 8 | 0 |

WP: Gerrit Cole (2 - 0) | VP: Tyler Glasnow (0 - 2) | Save: Will Harris (1)

HR Rays: Eric Sogard (1) | HR Astros: Michael Brantley (1), José Altuve (3)

Houston Astros wint ALDS met 3 - 2

Boxscore MLB

#### New York Yankees (AL2) vs. Minnesota Twins (AL3)
Best of 5 | New York Yankees wint ALDS met 3 - 0
| Wedstrijd | Datum     | Uitslag                                 |
| --------- | --------- | --------------------------------------- |
| 1         | 4 oktober | Minnesota Twins 4 @ New York Yankees 10 |
| 2         | 5 oktober | Minnesota Twins 2 @ New York Yankees 8  |
| 3         | 7 oktober | New York Yankees 5 @ Minnesota Twins 1  |

ALDS Game 1

4 oktober 2019 | Yankee Stadium, New York, New York

Speelduur: 4 uur 15 min. | 14°C, Bewolkt | Toeschouwers: 49.233
| Team               | 1 | 2 | 3 | 4 | 5 | 6 | 7 | 8 | 9 | R  | H | E |
| ------------------ | - | - | - | - | - | - | - | - | - | -- | - | - |
| Minnesota Twins    | 1 | 0 | 1 | 0 | 1 | 1 | 0 | 0 | 0 | 4  | 7 | 1 |
| @ New York Yankees | 0 | 0 | 3 | 0 | 2 | 2 | 3 | 0 | X | 10 | 8 | 1 |

WP: Tommy Kahnle (1 - 0) | VP: Zack Littell (0 - 1) | Save: -

HR Twins: Jorge Polanco (1), Nelson Cruz (1), Miguel Sano (1) | HR Yankees: DJ LeMahieu (1), Brett Gardner (1)

New York Yankees leidt ALDS met 1 - 0

Boxscore MLB

ALDS Game 2

5 oktober 2019 | Yankee Stadium, New York, New York

Speelduur: 3 uur 34 min. | 15°C, Helder | Toeschouwers: 49.277
| Team               | 1 | 2 | 3 | 4 | 5 | 6 | 7 | 8 | 9 | R | H  | E |
| ------------------ | - | - | - | - | - | - | - | - | - | - | -- | - |
| Minnesota Twins    | 0 | 0 | 0 | 1 | 0 | 0 | 0 | 0 | 1 | 2 | 6  | 0 |
| @ New York Yankees | 1 | 0 | 7 | 0 | 0 | 0 | 0 | 0 | X | 8 | 11 | 0 |

WP: Masahiro Tanaka (1 - 0) | VP: Randy Dobnak (0 - 1) | Save: -

HR Twins: - | HR Yankees: Didi Gregorius (1)

New York Yankees leidt ALDS met 2 - 0

Boxscore MLB

ALDS Game 3

7 oktober 2019 | Target Field, Minneapolis, Minnesota

Speelduur: 4 uur 2 min. | 17°C, Helder | Toeschouwers: 41.121
| Team              | 1 | 2 | 3 | 4 | 5 | 6 | 7 | 8 | 9 | R | H  | E |
| ----------------- | - | - | - | - | - | - | - | - | - | - | -- | - |
| New York Yankees  | 0 | 1 | 1 | 0 | 0 | 0 | 1 | 0 | 2 | 5 | 10 | 0 |
| @ Minnesota Twins | 0 | 0 | 0 | 0 | 0 | 0 | 0 | 1 | 0 | 1 | 9  | 1 |

WP: Chad Green (1 - 0) | VP: Jake Odorizzi (0 - 1) | Save: Aroldis Chapman (1)

HR Yankees: Gleyber Torres (1), Cameron Maybin (1) | HR Twins: Eddie Rosario (1)

New York Yankees wint ALDS met 3 - 0

Boxscore MLB

### National League Division Series

#### Los Angeles Dodgers (NL1) vs. Washington Nationals (NL4)
Best of 5 | Washington Nationals wint NLDS met 3 - 2
| Wedstrijd | Datum     | Uitslag                                         |
| --------- | --------- | ----------------------------------------------- |
| 1         | 3 oktober | Washington Nationals 0 @ Los Angeles Dodgers 6  |
| 2         | 4 oktober | Washington Nationals 4 @ Los Angeles Dodgers 2  |
| 3         | 6 oktober | Los Angeles Dodgers 10 @ Washington Nationals 4 |
| 4         | 7 oktober | Los Angeles Dodgers 1 @ Washington Nationals 6  |
| 5         | 9 oktober | Washington Nationals 7 @ Los Angeles Dodgers 3  |

NLDS Game 1

3 oktober 2019 | Dodger Stadium, Los Angeles, Californië

Speelduur: 4 uur 7 min. | 24°C, Helder | Toeschouwers: 53.095
| Team                  | 1 | 2 | 3 | 4 | 5 | 6 | 7 | 8 | 9 | R | H | E |
| --------------------- | - | - | - | - | - | - | - | - | - | - | - | - |
| Washington Nationals  | 0 | 0 | 0 | 0 | 0 | 0 | 0 | 0 | 0 | 0 | 2 | 2 |
| @ Los Angeles Dodgers | 1 | 0 | 0 | 0 | 1 | 0 | 2 | 2 | X | 6 | 7 | 0 |

WP: Walker Buehler (1 - 0) | VP: Patrick Corbin (0 - 1) | Save: -

HR Nationals: - | HR Dodgers: Gavin Lux (1), Joc Pederson (1)

Los Angeles Dodgers leidt NLDS met 1 - 0

Boxscore MLB

NLDS Game 2

4 oktober 2019 | Dodger Stadium, Los Angeles, Californië

Speelduur: 3 uur 37 min. | 22°C, Helder | Toeschouwers: 53.086
| Team                  | 1 | 2 | 3 | 4 | 5 | 6 | 7 | 8 | 9 | R | H  | E |
| --------------------- | - | - | - | - | - | - | - | - | - | - | -- | - |
| Washington Nationals  | 1 | 2 | 0 | 0 | 0 | 0 | 0 | 1 | 0 | 4 | 10 | 0 |
| @ Los Angeles Dodgers | 0 | 0 | 0 | 0 | 0 | 1 | 1 | 0 | 0 | 2 | 5  | 1 |

WP: Stephen Strasburg (1 - 0) | VP: Clayton Kershaw (0 - 1) | Save: Daniel Hudson (1)

HR Nationals: - | HR Dodgers:  Max Muncy (1)

Stand NLDS is 1 - 1

Boxscore MLB

NLDS Game 3

6 oktober 2019 | Nationals Park, Washington D.C.

Speelduur: 3 uur 58 min. | 22°C, Bewolkt | Toeschouwers: 43.423
| Team                   | 1 | 2 | 3 | 4 | 5 | 6 | 7 | 8 | 9 | R  | H  | E |
| ---------------------- | - | - | - | - | - | - | - | - | - | -- | -- | - |
| Los Angeles Dodgers    | 0 | 0 | 0 | 0 | 1 | 7 | 0 | 0 | 2 | 10 | 14 | 0 |
| @ Washington Nationals | 2 | 0 | 0 | 0 | 0 | 2 | 0 | 0 | 0 | 4  | 6  | 0 |

WP: Hyun-jin Ryu (1 - 0) | VP: Patrick Corbin (0 - 2) | Save: -

HR Dodgers: Max Muncy (2), Justin Turner (1), Russell Martin (1) | HR Dodgers: Juan Soto (1)

Los Angeles Dodgers leidt NLDS met 2 - 1

Boxscore MLB

NLDS Game 4

7 oktober 2019 | Nationals Park, Washington D.C.

Speelduur: 3 uur 24 min. | 27°C, Gedeeltelijk bewokt | Toeschouwers: 36.847
| Team                   | 1 | 2 | 3 | 4 | 5 | 6 | 7 | 8 | 9 | R | H  | E |
| ---------------------- | - | - | - | - | - | - | - | - | - | - | -- | - |
| Los Angeles Dodgers    | 1 | 0 | 0 | 0 | 0 | 0 | 0 | 0 | 0 | 1 | 5  | 0 |
| @ Washington Nationals | 0 | 0 | 1 | 0 | 4 | 1 | 0 | 0 | X | 6 | 10 | 0 |

WP: Max Scherzer (1 - 0) | VP: Julio Urias (0 - 1) | Save: -

HR Dodgers: Justin Turner (2) | HR Dodgers: Juan Soto (1)

Stand NLDS is 2 - 2

Boxscore MLB

NLDS Game 5

9 oktober 2019 | Dodger Stadium, Los Angeles, Californië

Speelduur: 4 uur 6 min. | 22°C, Helder | Toeschouwers: 54.159
| Team                  | 1 | 2 | 3 | 4 | 5 | 6 | 7 | 8 | 9 | 10 | R | H | E |
| --------------------- | - | - | - | - | - | - | - | - | - | -- | - | - | - |
| Washington Nationals  | 0 | 0 | 0 | 0 | 0 | 1 | 0 | 2 | 0 | 4  | 7 | 9 | 1 |
| @ Los Angeles Dodgers | 2 | 1 | 0 | 0 | 0 | 0 | 0 | 0 | 0 | 0  | 3 | 7 | 1 |

WP: Daniel Hudson (1 - 0) | VP: Joe Kelly (0 - 1) | Save: -

HR Nationals: Anthony Rendon (1), Juan Soto (2), Howie Kendrick (1) | HR Dodgers: Max Muncy (3), Kike Hernandez (1)

Washington Nationals wint NLDS met 3 - 2

Boxscore MLB

#### Atlanta Braves (NL2) vs. St. Louis Cardinals (NL3)
Best of 5 | St. Louis Cardinals wint NLDS met 3 - 2
| Wedstrijd | Datum     | Uitslag                                        |
| --------- | --------- | ---------------------------------------------- |
| 1         | 3 oktober | St. Louis Cardinals 7 @ Atlanta Braves 6       |
| 2         | 4 oktober | St. Louis Cardinals 0 @ Atlanta Braves 3       |
| 3         | 6 oktober | Atlanta Braves 3 @ St. Louis Cardinals 1       |
| 4         | 7 oktober | Atlanta Braves 4 @ St. Louis Cardinals 5       |
| 5         | 9 oktober | St. Louis Cardinals 13 @ Los Angeles Dodgers 1 |

NLDS Game 1

3 oktober 2019 | SunTrust Park, Atlanta, Georgia

Speelduur: 4 uur 7 min. | 34°C, Helder | Toeschouwers: 42.631
| Team                | 1 | 2 | 3 | 4 | 5 | 6 | 7 | 8 | 9 | R | H  | E |
| ------------------- | - | - | - | - | - | - | - | - | - | - | -- | - |
| St. Louis Cardinals | 0 | 0 | 0 | 0 | 1 | 0 | 0 | 2 | 4 | 7 | 14 | 2 |
| @ Atlanta Braves    | 1 | 0 | 0 | 0 | 0 | 2 | 0 | 0 | 3 | 6 | 9  | 0 |

WP: Carlos Martinez (1 - 0) | VP: Mark Melancon (0 - 1) | Save: -

HR Cardinals: Paul Goldschmidt (1) | HR Braves: Ronald Acuna Jr. (1), Freddie Freeman (1)

St. Louis Cardinals leidt NLDS met 1 - 0

Boxscore MLB

NLDS Game 2

4 oktober 2019 | SunTrust Park, Atlanta, Georgia

Speelduur: 2 uur 46 min. | 35°C, Zonnig | Toeschouwers: 42.911
| Team                | 1 | 2 | 3 | 4 | 5 | 6 | 7 | 8 | 9 | R | H | E |
| ------------------- | - | - | - | - | - | - | - | - | - | - | - | - |
| St. Louis Cardinals | 0 | 0 | 0 | 0 | 0 | 0 | 0 | 0 | 0 | 0 | 6 | 0 |
| @ Atlanta Braves    | 1 | 0 | 0 | 0 | 0 | 0 | 2 | 0 | X | 3 | 8 | 1 |

WP: Mike Foltynewicz (1 - 0) | VP: Jack Flaherty  (0 - 1) | Save: Mark Melancon (1)

HR Cardinals: - | HR Braves: Adam Duvall (1)

Stand NLDS is 1 - 1

Boxscore MLB

NLDS Game 3

6 oktober 2019 | Busch Stadium, St. Louis, Missouri

Speelduur: 3 uur 22 min. | 17°C, Bewolkt | Toeschouwers: 46.701
| Team                  | 1 | 2 | 3 | 4 | 5 | 6 | 7 | 8 | 9 | R | H | E |
| --------------------- | - | - | - | - | - | - | - | - | - | - | - | - |
| Atlanta Braves        | 0 | 0 | 0 | 0 | 0 | 0 | 0 | 0 | 3 | 3 | 7 | 0 |
| @ St. Louis Cardinals | 0 | 1 | 0 | 0 | 0 | 0 | 0 | 0 | 0 | 1 | 4 | 0 |

WP: Sean Newcomb (1 - 0) | VP: Carlos Martinez (1 - 1) | Save: Mark Melancon (2)

HR Braves: - | HR Cardinals: Adam Duvall (1)

Atlanta Braves leidt NLDS met 2 - 1

Boxscore MLB

NLDS Game 4

7 oktober 2019 | Busch Stadium, St. Louis, Missouri

Speelduur: 4 uur 6 min. | 22°C, Zonnig | Toeschouwers: 42.203
| Team                  | 1 | 2 | 3 | 4 | 5 | 6 | 7 | 8 | 9 | 10 | R | H | E |
| --------------------- | - | - | - | - | - | - | - | - | - | -- | - | - | - |
| Atlanta Braves        | 0 | 0 | 1 | 0 | 3 | 0 | 0 | 0 | 0 | 0  | 4 | 8 | 1 |
| @ St. Louis Cardinals | 2 | 0 | 0 | 1 | 0 | 0 | 0 | 1 | 0 | 1  | 5 | 9 | 1 |

WP: Miles Mikolas (1 - 0) | VP: Julio Teheran (0 - 1) | Save: -

HR Braves: Ozzie Albies (1) | HR Cardinals: Paul Goldschmidt (2), Marcell Ozuna 2 (2)

Stand NLDS is 2 - 2

Boxscore MLB

NLDS Game 5

9 oktober 2019 | SunTrust Park, Atlanta, Georgia

Speelduur: 3 uur 17 min. | 23°C, Gedeeltelijk bewolkt | Toeschouwers: 43.122
| Team                | 1  | 2 | 3 | 4 | 5 | 6 | 7 | 8 | 9 | R  | H  | E |
| ------------------- | -- | - | - | - | - | - | - | - | - | -- | -- | - |
| St. Louis Cardinals | 10 | 1 | 2 | 0 | 0 | 0 | 0 | 0 | 0 | 13 | 11 | 0 |
| @ Atlanta Braves    | 0  | 0 | 0 | 1 | 0 | 0 | 0 | 0 | 0 | 1  | 6  | 2 |

WP: Jack Flaherty (1 - 1) | VP: Mike Foltynewicz (1 - 1) | Save: -

HR Cardinals: - | HR Braves: Josh Donaldson (1)

St. Louis Cardinals wint NLDS met 3 - 2

Boxscore MLB

### American League Championship Series

#### Houston Astros (AL1) vs. New York Yankees (AL2)
Best of 7 | Houston Astros wint ALCS met 4 - 2
| Wedstrijd | Datum      | Uitslag                               |
| --------- | ---------- | ------------------------------------- |
| 1         | 12 oktober | New York Yankees 7 @ Houston Astros 0 |
| 2         | 13 oktober | New York Yankees 2 @ Houston Astros 3 |
| 3         | 15 oktober | Houston Astros 4 @ New York Yankees 1 |
| 4         | 17 oktober | Houston Astros 8 @ New York Yankees 3 |
| 5         | 18 oktober | Houston Astros 1 @ New York Yankees 4 |
| 6         | 19 oktober | New York Yankees 4 @ Houston Astros 6 |

ALCS Game 1

12 oktober 2019 | Minute Maid Park, Houston, Texas

Speelduur: 3 uur 11 min. | 23°C, Dak gesloten | Toeschouwers: 43.311
| Team             | 1 | 2 | 3 | 4 | 5 | 6 | 7 | 8 | 9 | R | H  | E |
| ---------------- | - | - | - | - | - | - | - | - | - | - | -- | - |
| New York Yankees | 0 | 0 | 0 | 1 | 0 | 2 | 2 | 0 | 2 | 7 | 13 | 0 |
| @ Houston Astros | 0 | 0 | 0 | 0 | 0 | 0 | 0 | 0 | 0 | 0 | 3  | 1 |

WP: Masahiro Tanaka (1 - 0) | VP: Zack Greinke (0 - 1) | Save: -

HR Yankees: Gleyber Torres (1), Giancarlo Stanton (1), Gio Urshela (1) | HR Astros: DJ LeMahieu (1), Brett Gardner (1)

New York Yankees leidt ALCS met 1 - 0

Boxscore MLB

ALCS Game 2

13 oktober 2019 | Minute Maid Park, Houston, Texas

Speelduur: 4 uur 49 min. | 23°C, Dak gesloten | Toeschouwers: 43.359
| Team             | 1 | 2 | 3 | 4 | 5 | 6 | 7 | 8 | 9 | 10 | 11 | R | H | E |
| ---------------- | - | - | - | - | - | - | - | - | - | -- | -- | - | - | - |
| New York Yankees | 0 | 0 | 0 | 2 | 0 | 0 | 0 | 0 | 0 | 0  | 0  | 2 | 6 | 0 |
| @ Houston Astros | 0 | 1 | 0 | 0 | 1 | 0 | 0 | 0 | 0 | 0  | 1  | 3 | 7 | 0 |

WP: Josh James (1 - 0) | VP: J.A. Happ (0 - 1) | Save: -

HR Yankees: Aaron Judge (1) | HR Astros: George Springer (1), Carlos Correa (1)

Stand ALCS is 1 - 1

Boxscore MLB

ALCS Game 3

15 oktober 2019 | Yankee Stadium, New York, New York

Speelduur: 3 uur 44 min. | 18°C, Zonnig | Toeschouwers: 48.998
| Team               | 1 | 2 | 3 | 4 | 5 | 6 | 7 | 8 | 9 | R | H | E |
| ------------------ | - | - | - | - | - | - | - | - | - | - | - | - |
| Houston Astros     | 1 | 1 | 0 | 0 | 0 | 0 | 2 | 0 | 0 | 4 | 7 | 0 |
| @ New York Yankees | 0 | 0 | 0 | 0 | 0 | 0 | 0 | 1 | 0 | 1 | 5 | 1 |

WP: Gerrit Cole (1 - 0) | VP: Luis Severino (0 - 1) | Save: Roberto Osuna (1)

HR Astros: José Altuve (1), Josh Reddick (1) | HR Yankees: Aaron Judge (1)

Houston Astros leidt ALCS met 2 - 1

Boxscore MLB

ALCS Game 4

17 oktober 2019 | Yankee Stadium, New York, New York

Speelduur: 4 uur 19 min. | 13°C, Bewolkt | Toeschouwers: 49.067
| Team               | 1 | 2 | 3 | 4 | 5 | 6 | 7 | 8 | 9 | R | H | E |
| ------------------ | - | - | - | - | - | - | - | - | - | - | - | - |
| Houston Astros     | 0 | 0 | 3 | 0 | 0 | 3 | 0 | 1 | 1 | 8 | 8 | 1 |
| @ New York Yankees | 1 | 0 | 0 | 0 | 0 | 2 | 0 | 0 | 0 | 3 | 5 | 4 |

WP: Ryan Pressly (1 - 0) | VP: Masahiro Tanaka (1 - 1) | Save: Roberto Osuna (1)

HR Astros: George Springer (2), Carlos Correa (2) | HR Yankees: Gary Sanchez (1)

Houston Astros leidt ALCS met 3 - 1

Boxscore MLB

ALCS Game 5

18 oktober 2019 | Yankee Stadium, New York, New York

Speelduur: 2 uur 59 min. | 11°C, Gedeeltelijk bewolkt | Toeschouwers: 48.483
| Team               | 1 | 2 | 3 | 4 | 5 | 6 | 7 | 8 | 9 | R | H | E |
| ------------------ | - | - | - | - | - | - | - | - | - | - | - | - |
| Houston Astros     | 1 | 0 | 0 | 0 | 0 | 0 | 0 | 0 | 0 | 1 | 5 | 0 |
| @ New York Yankees | 4 | 0 | 0 | 0 | 0 | 0 | 0 | 0 | X | 4 | 5 | 0 |

WP: James Paxton (1 - 0) | VP: Justin Verlander (0 - 1) | Save: Aroldis Chapman (1)

HR Astros: - | HR Yankees: DJ LeMahieu (1), Aaron Hicks (1)

Houston Astros leidt ALCS met 3 - 2

Boxscore MLB

ALCS Game 6

19 oktober 2019 | Minute Maid Park, Houston, Texas

Speelduur: 4 uur 9 min. | 23°C, Dak gesloten | Toeschouwers: 43.357
| Team             | 1 | 2 | 3 | 4 | 5 | 6 | 7 | 8 | 9 | R | H  | E |
| ---------------- | - | - | - | - | - | - | - | - | - | - | -- | - |
| New York Yankees | 0 | 1 | 0 | 1 | 0 | 0 | 0 | 0 | 2 | 4 | 10 | 0 |
| @ Houston Astros | 3 | 0 | 0 | 0 | 0 | 1 | 0 | 0 | 2 | 6 | 6  | 0 |

WP: Roberto Osuna (1 - 0) | VP: Aroldis Chapman (0 - 1) | Save: -

HR Yankees: Gio Urshela (2), DJ LeMahieu (2) | HR Astros: Yuli Gurriel (1), José Altuve (2)

Houston Astros wint ALCS met 4 - 2

Boxscore MLB

### National League Championship Series

#### St. Louis Cardinals (NL3) vs. Washington Nationals (NL4)
Best of 7 | Washington Nationals wint NLCS met 4 - 0
| Wedstrijd | Datum      | Uitslag                                        |
| --------- | ---------- | ---------------------------------------------- |
| 1         | 11 oktober | Washington Nationals 2 @ St. Louis Cardinals 0 |
| 2         | 12 oktober | Washington Nationals 3 @ St. Louis Cardinals 1 |
| 3         | 14 oktober | St. Louis Cardinals 1 @ Washington Nationals 8 |
| 4         | 15 oktober | St. Louis Cardinals 4 @ Washington Nationals 7 |

NLCS Game 1

11 oktober 2019 | Busch Stadium, St. Louis, Missouri

Speelduur: 3 uur 24 min. | 7°C, Gedeeltelijk bewolkt | Toeschouwers: 45.075
| Team                  | 1 | 2 | 3 | 4 | 5 | 6 | 7 | 8 | 9 | R | H  | E |
| --------------------- | - | - | - | - | - | - | - | - | - | - | -- | - |
| Washington Nationals  | 0 | 1 | 0 | 0 | 0 | 0 | 1 | 0 | 0 | 2 | 10 | 1 |
| @ St. Louis Cardinals | 0 | 0 | 0 | 0 | 0 | 0 | 0 | 0 | 0 | 0 | 1  | 0 |

WP: Aníbal Sanchez (1 - 0) | VP: Miles Mikolas (0 - 1) | Save: Sean Doolittle (1)

HR Nationals: - | HR Cardinals: -

Washington Nationals leidt NLCS met 1 - 0

Boxscore MLB

NLCS Game 2

12 oktober 2019 | Busch Stadium, St. Louis, Missouri

Speelduur: 2 uur 53 min. | 15°C, Onbewolkt | Toeschouwers: 46.458
| Team                  | 1 | 2 | 3 | 4 | 5 | 6 | 7 | 8 | 9 | R | H | E |
| --------------------- | - | - | - | - | - | - | - | - | - | - | - | - |
| Washington Nationals  | 0 | 0 | 1 | 0 | 0 | 0 | 0 | 2 | 0 | 3 | 7 | 0 |
| @ St. Louis Cardinals | 0 | 0 | 0 | 0 | 0 | 0 | 0 | 1 | 0 | 1 | 3 | 0 |

WP: Max Scherzer (1 - 0) | VP: Adam Wainwright (0 - 1) | Save: Daniel Hudson (1)

HR Nationals: Michael A. Taylor (1) | HR Cardinals: -

Washington Nationals leidt NLCS met 2 - 0

Boxscore MLB

NLCS Game 3

14 oktober 2019 | Nationals Park, Washington D.C.

Speelduur: 3 uur 26 min. | 22°C, Helder | Toeschouwers: 43.675
| Team                   | 1 | 2 | 3 | 4 | 5 | 6 | 7 | 8 | 9 | R | H  | E |
| ---------------------- | - | - | - | - | - | - | - | - | - | - | -- | - |
| St. Louis Cardinals    | 0 | 0 | 0 | 0 | 0 | 0 | 1 | 0 | 0 | 1 | 7  | 0 |
| @ Washington Nationals | 0 | 0 | 4 | 0 | 2 | 1 | 1 | 0 | X | 8 | 11 | 1 |

WP: Stephen Strasburg (1 - 0) | VP: Jack Flaherty (0 - 1) | Save: -

HR Cardinals: - | HR Nationals: Victor Robles (1)

Washington Nationals leidt NLCS met 3 - 0

Boxscore MLB

NLCS Game 4

15 oktober 2019 | Nationals Park, Washington D.C.

Speelduur: 3 uur 2 min. | 18°C, Helder | Toeschouwers: 43.976
| Team                   | 1 | 2 | 3 | 4 | 5 | 6 | 7 | 8 | 9 | R | H | E |
| ---------------------- | - | - | - | - | - | - | - | - | - | - | - | - |
| St. Louis Cardinals    | 0 | 0 | 0 | 1 | 3 | 0 | 0 | 0 | 0 | 4 | 5 | 1 |
| @ Washington Nationals | 7 | 0 | 0 | 0 | 0 | 0 | 0 | 0 | X | 7 | 9 | 0 |

WP: Patrick Corbin (1 - 0) | VP: Dakota Hudson (0 - 1) | Save: Daniel Hudson (2)

HR Cardinals: Yadier Molina (1) | HR Nationals: -

Washington Nationals wint NLCS met 4 - 0

Boxscore MLB

### World Series

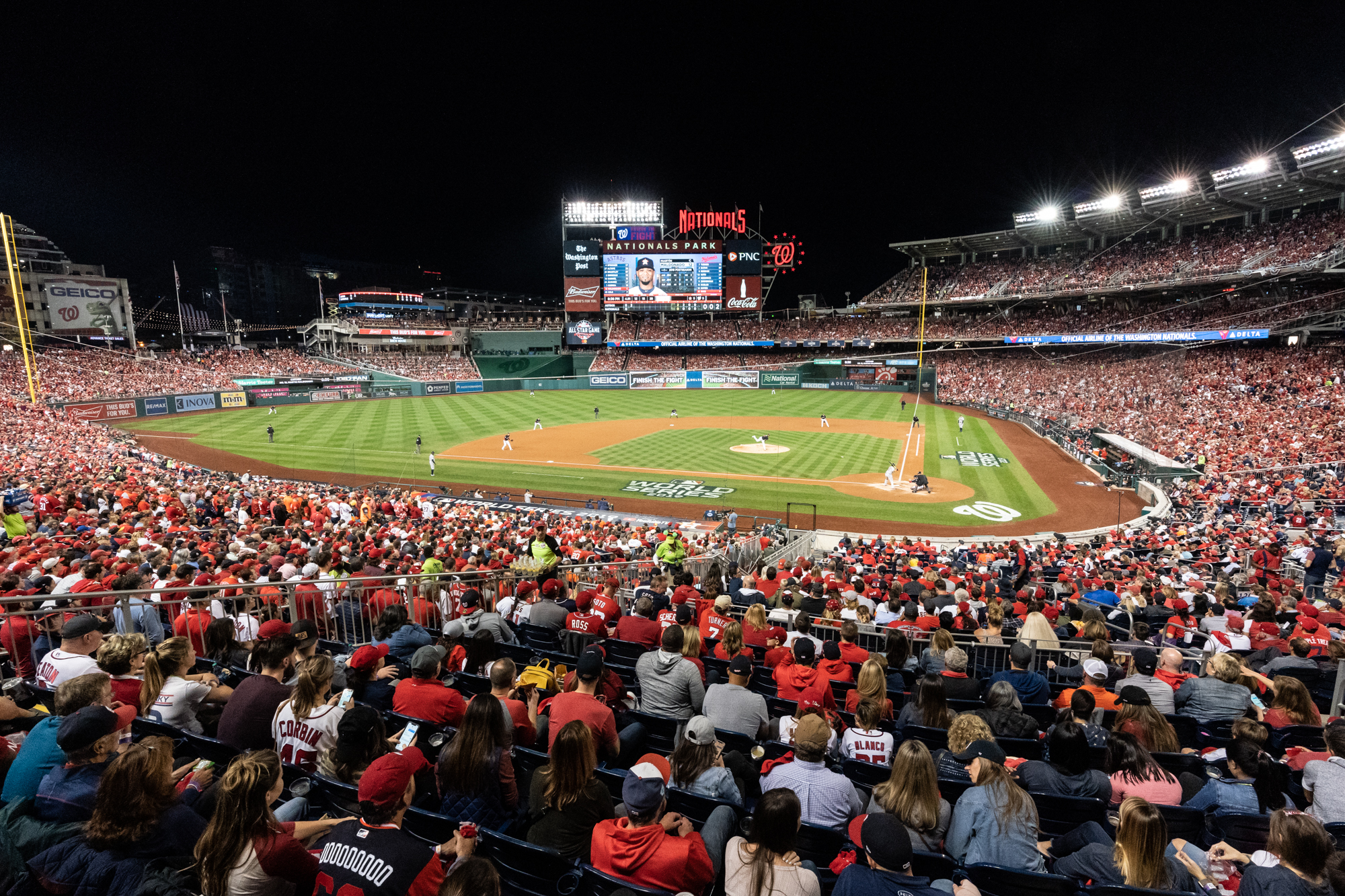
Nationals Park tijdens Game 5 van de World Series op 27 oktober

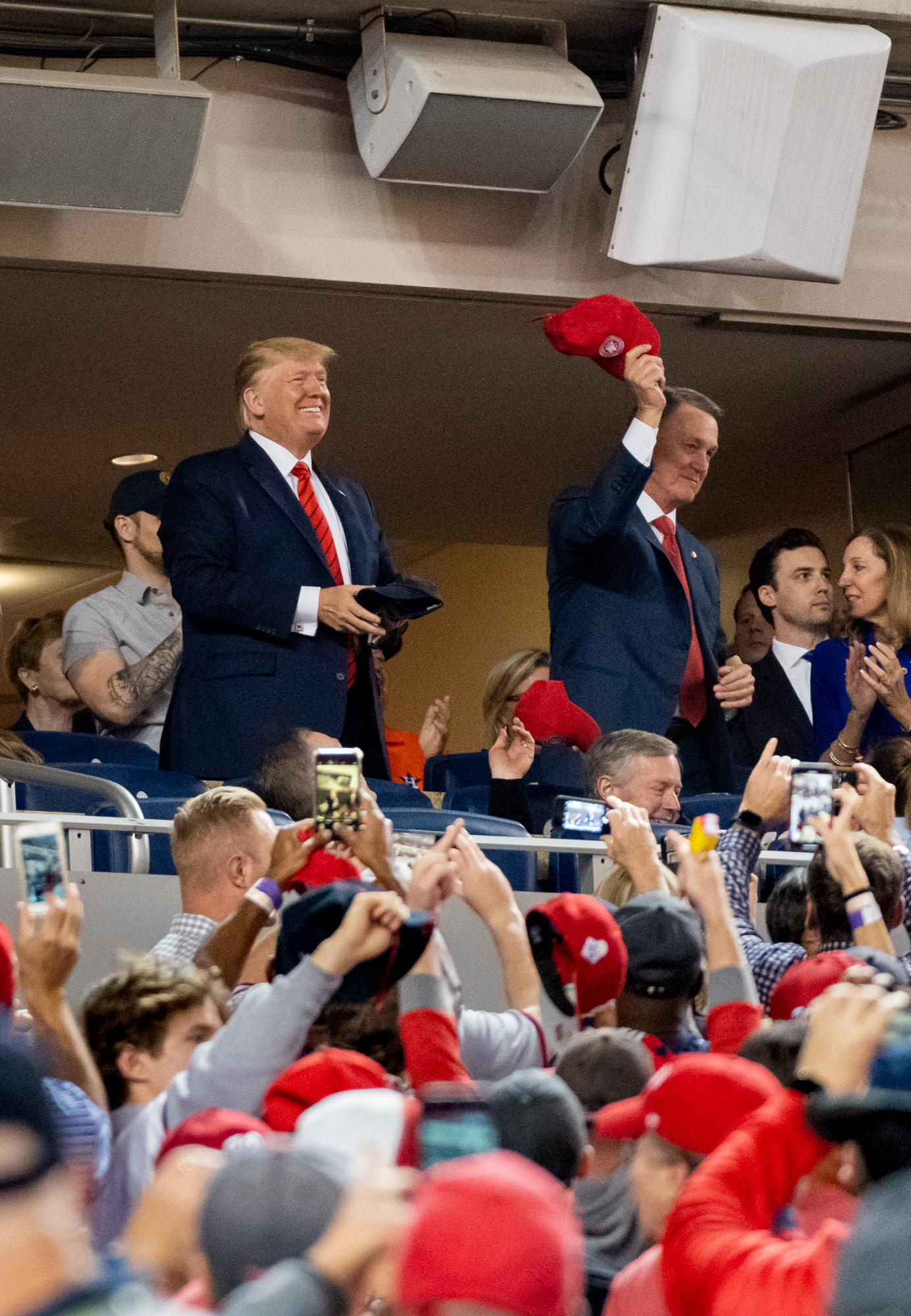
President Trump tijdens Game 5 van de World Series op 27 oktober

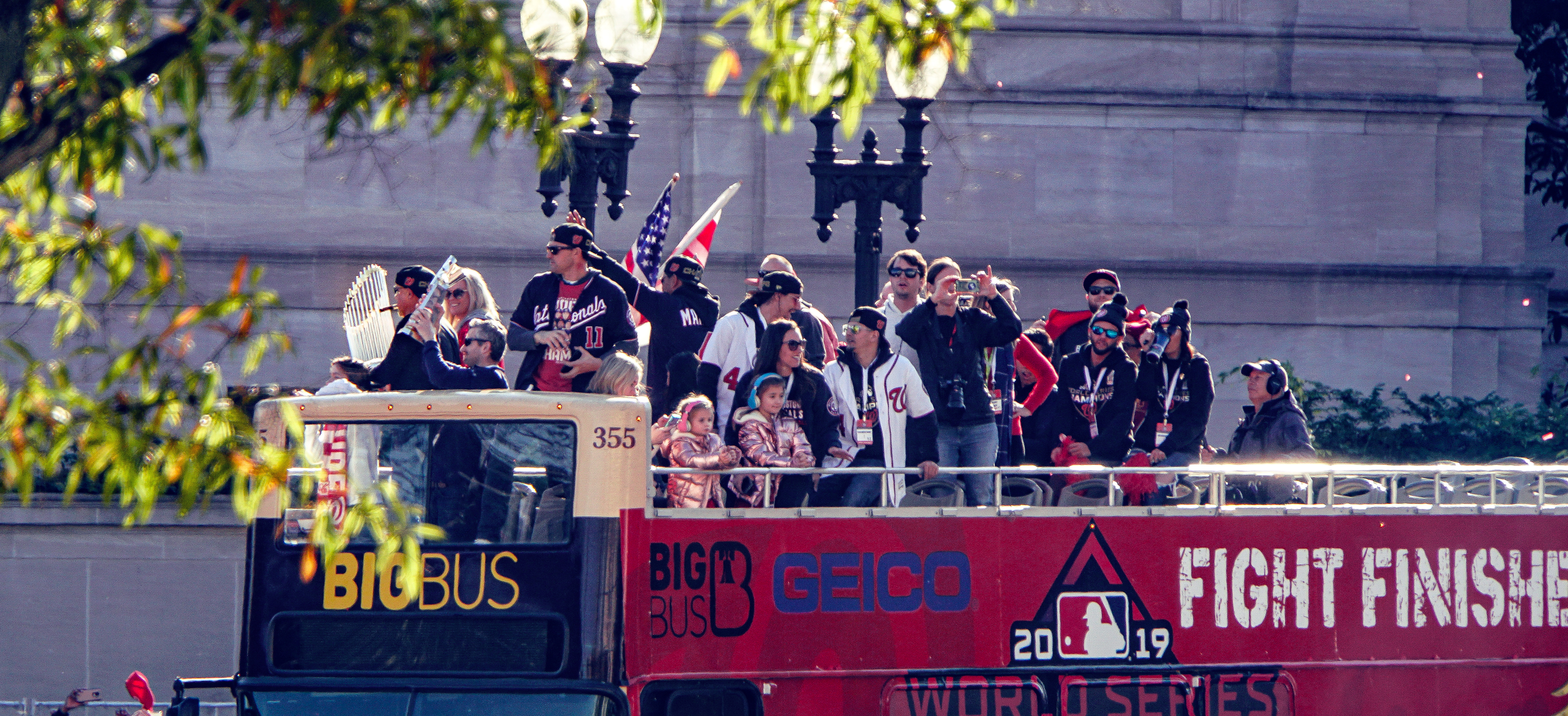
De Nationals Victory Parade in Washington op 2 november ter ere van de World Series overwinning

#### Houston Astros (AL1) vs. Washington Nationals (NL4)
Best of 7 | Washington Nationals wint WS met 4 - 3
| Wedstrijd | Datum      | Uitslag                                    |
| --------- | ---------- | ------------------------------------------ |
| 1         | 22 oktober | Washington Nationals 5 @ Houston Astros 4  |
| 2         | 23 oktober | Washington Nationals 12 @ Houston Astros 3 |
| 3         | 25 oktober | Houston Astros 4 @ Washington Nationals 1  |
| 4         | 26 oktober | Houston Astros 8 @ Washington Nationals 1  |
| 5         | 27 oktober | Houston Astros 7 @ Washington Nationals 1  |
| 6         | 29 oktober | Washington Nationals 7 @ Houston Astros 2  |
| 7         | 30 oktober | Washington Nationals 6 @ Houston Astros 2  |

WS Game 1

22 oktober 2019 | Minute Maid Park, Houston, Texas

Speelduur: 3 uur 43 min. | 23°C, Dak gesloten | Toeschouwers: 43.339
| Team                 | 1 | 2 | 3 | 4 | 5 | 6 | 7 | 8 | 9 | R | H  | E |
| -------------------- | - | - | - | - | - | - | - | - | - | - | -- | - |
| Washington Nationals | 0 | 1 | 0 | 1 | 3 | 0 | 0 | 0 | 0 | 5 | 9  | 0 |
| @ Houston Astros     | 2 | 0 | 0 | 0 | 0 | 0 | 1 | 1 | 0 | 4 | 10 | 0 |

WP: Max Scherzer (1 - 0) | VP: Gerrit Cole (0 - 1) | Save: Sean Doolittle (1)

HR Nationals: Ryan Zimmerman (1), Juan Soto (1) | HR Astros: George Springer (1)

Washington Nationals leidt WS met 1 - 0

Boxscore MLB

WS Game 2

23 oktober 2019 | Minute Maid Park, Houston, Texas

Speelduur: 4 uur 1 min. | 23°C, Dak gesloten | Toeschouwers: 43.357
| Team                 | 1 | 2 | 3 | 4 | 5 | 6 | 7 | 8 | 9 | R  | H  | E |
| -------------------- | - | - | - | - | - | - | - | - | - | -- | -- | - |
| Washington Nationals | 2 | 0 | 0 | 0 | 0 | 0 | 6 | 3 | 1 | 12 | 14 | 2 |
| @ Houston Astros     | 2 | 0 | 0 | 0 | 0 | 0 | 0 | 0 | 1 | 3  | 9  | 1 |

WP: Stephen Strasburg (1 - 0) | VP: Justin Verlander (0 - 1) | Save: -

HR Nationals: Kurt Suzuki (1), Adam Eaton (1), Michael A. Taylor (1) | HR Astros: Alex Bregman (1), Martín Maldonado (1)

Washington Nationals leidt WS met 2 - 0

Boxscore MLB

WS Game 3

25 oktober 2019 | Nationals Park, Washington D.C.

Speelduur: 4 uur 1 min. | 18°C, Gedeeltelijk bewolkt | Toeschouwers: 43.867
| Team                   | 1 | 2 | 3 | 4 | 5 | 6 | 7 | 8 | 9 | R | H  | E |
| ---------------------- | - | - | - | - | - | - | - | - | - | - | -- | - |
| Houston Astros         | 0 | 1 | 1 | 0 | 1 | 1 | 0 | 0 | 0 | 4 | 11 | 0 |
| @ Washington Nationals | 0 | 0 | 0 | 1 | 0 | 0 | 0 | 0 | 0 | 1 | 9  | 2 |

WP: Josh James (1 - 0) | VP: Anibal Sanchez (0 - 1) | Save: Roberto Osuna (1)

HR Astros: Robinson Chirinos (1) | HR Nationals: -

Washington Nationals leidt WS met 2 - 1

Boxscore MLB

WS Game 4

26 oktober 2019 | Nationals Park, Washington, D.C.

Speelduur: 3 uur 48 min. | 17°C, Bewolkt | Toeschouwers: 43.889
| Team                   | 1 | 2 | 3 | 4 | 5 | 6 | 7 | 8 | 9 | R | H  | E |
| ---------------------- | - | - | - | - | - | - | - | - | - | - | -- | - |
| Houston Astros         | 2 | 0 | 0 | 2 | 0 | 0 | 4 | 0 | 0 | 8 | 13 | 1 |
| @ Washington Nationals | 0 | 0 | 0 | 0 | 0 | 1 | 0 | 0 | 0 | 1 | 4  | 0 |

WP: Jose Urquidy (1 - 0) | VP: Patrick Corbin (0 - 1) | Save: Roberto Osuna (1)

HR Astros: Robinson Chirinos (2), Alex Bregman (2) | HR Nationals: -

Stand WS is 2 - 2

Boxscore MLB

WS Game 5

27 oktober 2019 | Nationals Park, Washington, D.C.

Speelduur: 3 uur 19 min. | 22°C, Helder | Toeschouwers: 43.910
| Team                   | 1 | 2 | 3 | 4 | 5 | 6 | 7 | 8 | 9 | R | H  | E |
| ---------------------- | - | - | - | - | - | - | - | - | - | - | -- | - |
| Houston Astros         | 0 | 2 | 0 | 2 | 0 | 0 | 0 | 1 | 2 | 7 | 10 | 0 |
| @ Washington Nationals | 0 | 0 | 0 | 0 | 0 | 0 | 1 | 0 | 0 | 1 | 4  | 0 |

WP: Gerrit Cole (1 - 1) | VP: Joe Ross (0 - 1) | Save: -

HR Astros: Yordan Alvarez (1), Carlos Correa (1), George Springer (2) | HR Nationals: Juan Soto (2)

Houston Astros leidt WS met 3 - 2

Boxscore MLB

WS Game 6

29 oktober 2019 | Minute Maid Park, Houston, Texas

Speelduur: 3 uur 37 min. | 23°C, Dak gesloten | Toeschouwers: 43.384
| Team                 | 1 | 2 | 3 | 4 | 5 | 6 | 7 | 8 | 9 | R | H | E |
| -------------------- | - | - | - | - | - | - | - | - | - | - | - | - |
| Washington Nationals | 1 | 0 | 0 | 0 | 2 | 0 | 2 | 0 | 2 | 7 | 9 | 0 |
| @ Houston Astros     | 2 | 0 | 0 | 0 | 0 | 0 | 0 | 0 | 0 | 2 | 6 | 0 |

WP: Stephen Strasburg (2 - 0) | VP: Justin Verlander (0 - 2) | Save: -

HR Nationals: Adam Eaton (2), Juan Soto (3), Anthony Rendon (1) | HR Astros: Alex Bregman (3)

Stand WS is 3 - 3

Boxscore MLB

WS Game 7

30 oktober 2019 | Minute Maid Park, Houston, Texas

Speelduur: 3 uur 42 min. | 23°C, Dak gesloten | Toeschouwers: 43.326
| Team                 | 1 | 2 | 3 | 4 | 5 | 6 | 7 | 8 | 9 | R | H | E |
| -------------------- | - | - | - | - | - | - | - | - | - | - | - | - |
| Washington Nationals | 0 | 0 | 0 | 0 | 0 | 0 | 3 | 1 | 2 | 6 | 9 | 0 |
| @ Houston Astros     | 0 | 1 | 0 | 0 | 1 | 0 | 0 | 0 | 0 | 2 | 9 | 1 |

WP: Patrick Corbin (1 - 1) | VP:  Will Harris (0 - 1) | Save: -

HR Nationals: Anthony Rendon (2), Howie Kendrick (1) | HR Astros: Yuli Gurriel (1)

Washington Nationals wint WS met 4 - 3

Boxscore MLB